# New World Island
New World Island är en ö i Kanada.   Den ligger i provinsen Newfoundland och Labrador, i den östra delen av landet, 1 600 km öster om huvudstaden Ottawa.
Runt New World Island är det glesbefolkat, med 13 invånare per kvadratkilometer.